# Tinospora dentata
Tinospora dentata är en tvåhjärtbladig växtart som beskrevs av Friedrich Ludwig Diels. Tinospora dentata ingår i släktet Tinospora och familjen Menispermaceae. Inga underarter finns listade i Catalogue of Life.